# 上海音乐学院附属中等音乐专科学校
上海音乐学院附属中等音乐专科学校簡稱上音附中、上海音乐学院附中，是位於中國上海市徐匯區东平路9号的一所中等學校。

## 歷史
1951年，中央音乐学院上海分院成立少年班。創始人是贺绿汀。1953年，少年班改組成中央音乐学院华东分院附属中等音乐学校。1957年，學校改名上海音乐学院附属中等音乐专科学校。殷承宗、孔祥东、封颖、黄若、乐薇薇、江明惇、杨立青、樊祖荫、俞峰、俞丽拿、丁芷诺、刘诗昆、闵惠芬、陈燮阳、卞祖善、夏飞云、陆在易、赵晓生、张国勇、余隆、王健均為該校校友。